# Crastina loginovae
Crastina loginovae är en insektsart som beskrevs av Cesare Conci och Tamanini 1983. Crastina loginovae ingår i släktet Crastina och familjen rundbladloppor. Inga underarter finns listade i Catalogue of Life.